# 송포항 (사천시)
화계항은 경상남도 사천시 송포동에 있는 어항이다. 2002년 10월 18일 어촌정주어항으로 지정되었으며, 관리청과 시설관리자는 사천시장이다.

## 어항 구역
송포항의 어항구역은 다음과 같다.
- 수역 : 4,300m2
- 육역 : 5,800m2

## 어항 시설
- 선착장 62m

## 주요 어종
- 농어, 도다리, 바지락

## 주변 관광
- 각산등산, 광포항 마리나, 실안해안도로